# FM西東京 (海賊放送)
FM西東京（エフエムにしとうきょう）は、1978年から1979年にかけて日本の東京都八王子市から送信されていた、主にポピュラー音楽を流す超短波（VHF）帯・周波数変調（FM）方式の海賊ラジオ放送（違法放送）である。無免許で高出力送信していたため、電波法違反の不法無線局として当局に摘発され閉鎖した。

## 事件概要

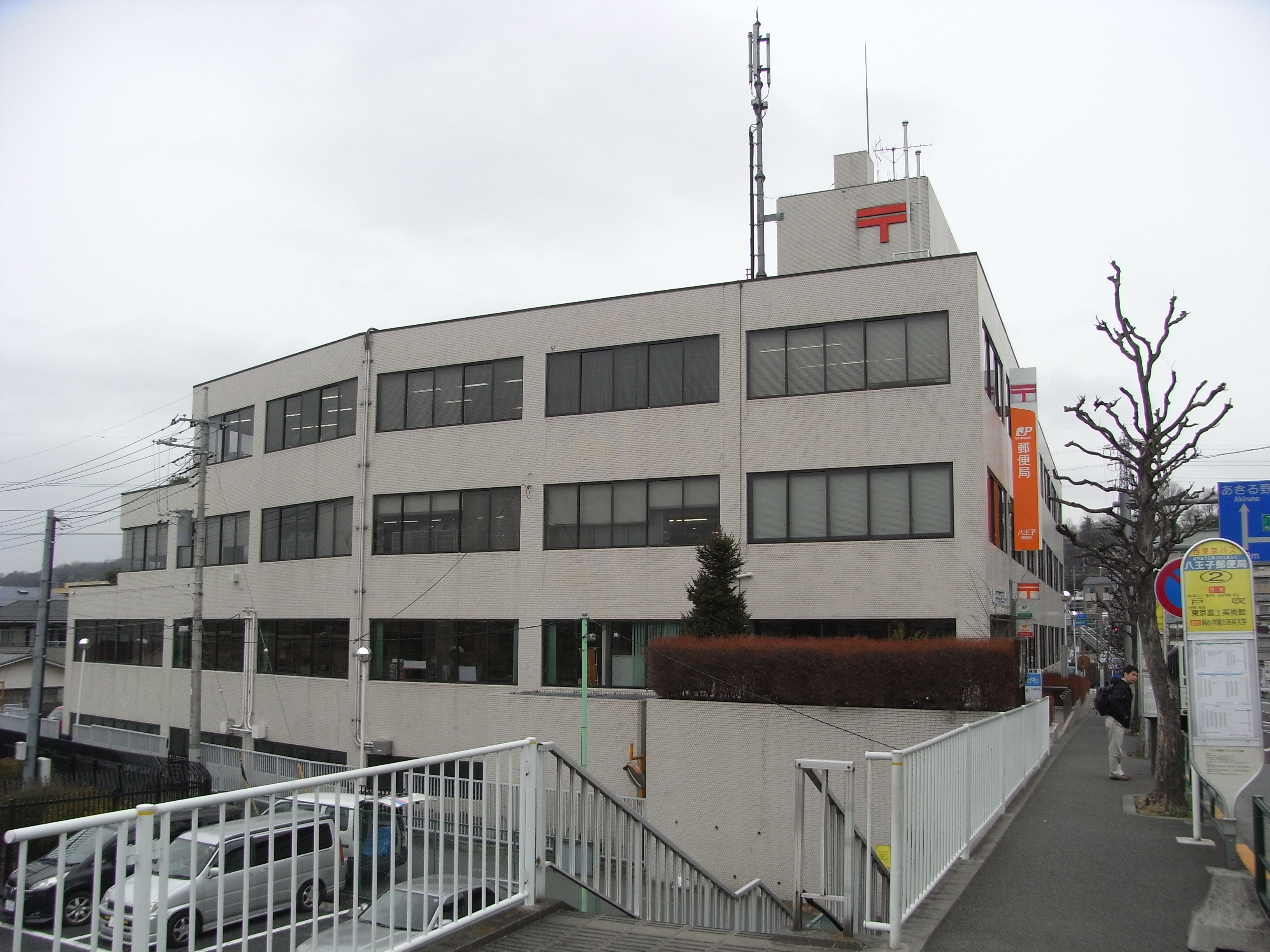
郵便局に私書箱を開設してリクエストはがきを受け付けていた

### 開設経緯
この「放送」は八王子市在住の大学生、KとFの2人が1978年（昭和53年）9月頃より、2人が住んでいた八王子市市中野上町のアパート（鉄骨3階建ての賃貸アパート）で出力1W程度の無線機で開始したものであった。KとFは1977年（昭和52年）に都内の大学に通いはじめた学生で、部屋が隣同士でともに音楽が趣味であったことから親しくなり、レコードを貸し借りするようになった。
レコードの持ち運びが手間となり、大学の先輩が卒論で製作した無線機をKが持ち込み、2人の部屋の間で「放送」を行うようになった。この「放送」は同じアパートに住む30人の学生や近隣の住人にも聴かれ、リクエストはがきが届くなど思わぬ反響を生んだ。

### 高出力化と反響の広がり
熱が入った2人は1978年（昭和53年）11月中旬に東京・秋葉原で部品を買い集め、出力20Wの高出力送信機を自作して「FM西東京」「JONT-FM」を自称、週平均3回、午後11時から午前2時までの本格的な定期的「放送」を開始し、KがDJを、Fがレコードやカセットテープなどの音源を再生するミキサーを担当。キャンディーズ、ビートルズ、ABBAなどの曲を流していた。
八王子郵便局に「八王子放送研究会」の名義で私書箱を開設し、リクエストはがきを受け付けていた。
この年の末頃から「放送」の存在は東京多摩地域をはじめ、神奈川県西北部の中学生・高校生の間で話題となり広まっていった。摘発によって活動が終了する1979年（昭和54年）2月までの間に私書箱に届いたはがきは600通ほどで、バレンタインデーにはチョコレートまで送られてきたという。多摩地区はもとより新宿や渋谷、神奈川県相模原市などからも投稿があった。

### 摘発・閉鎖
結局この海賊放送局は、関東電波監理局（現：関東総合通信局）や警察の知るところとなり摘発されて終了し、2人は4月10日に書類送検された。書類送検の事実は大きく報道され、その後も日本における海賊放送の代表例としてしばしば言及されている。

## 類似の事件
この後もミニFMが不法無線局として摘発された事例がある。なお「局名」はすべて自称。
- 1985年（昭和60年）9月　- 東京都港区の「KYFM」
  - 電波法違反を公言していたため行政指導にも従う見込みもないとして、関東電気通信監理局が警視庁に告発した[6][7]。
- 2011年（平成23年）7月　- 東京都日野市の「JOUT-FM百草（もぐさ）」[8]
  - 日野市内のアパートから無免許で最大42Wの高出力で送信していた会社員の男を関東総合通信局が告発、日野警察署が現行犯逮捕し身柄送検した。男は「DJすーさん」と名乗り、関東総合通信局からの2回にわたる警告を無視して「放送」を続けていた[9]。男は「JOUT-FM百草」というコールサインを用いていたが、1990年代の練馬区在住時から「JOUT-FM」と称して送信していたといわれる。
  - なお「JOUT」のコールサインはNHKに指定されるもので、過去に第1放送に指定されたことはあるが、JOUT-FMとしてNHK-FMに対して指定されたことはない（詳細は日本の放送局所の呼出符号を参照）。